# هیندرتلتیهورن
هیندرتلتیهورن (به لاتین: Hiendertelltihorn) یک کوه در سوئیس است که در کانتون برن واقع شده‌است. هیندرتلتیهورن ۳٬۱۷۹ متر بالاتر از سطح دریا واقع شده‌است.